# NGC 3705
NGC 3705 is een balkspiraalstelsel in het sterrenbeeld Leeuw. Het hemelobject ligt 60 miljoen lichtjaar van de Aarde verwijderd en werd op 18 januari 1784 ontdekt door de Duits-Britse astronoom William Herschel.

## Synoniemen
- UGC 6498
- MCG 2-29-39
- ZWG 67.93
- IRAS 11275+0933
- PGC 35440